# Calocosmus melanurus
Calocosmus melanurus är en skalbaggsart som beskrevs av Charles Joseph Gahan 1889. Calocosmus melanurus ingår i släktet Calocosmus och familjen långhorningar.
Artens utbredningsområde är Haiti. Inga underarter finns listade.